# Io canto a te
Io canto a te è il secondo album di Rosario Miraggio, pubblicato nell'anno 2006.

## Descrizione
L'album è dedicato al padre dell'artista, Franco Miraggio, anch'egli cantante, morto nel 2004. Contiene reincisioni di Rosario di brani interpretati dal padre negli anni precedenti.
Nell'album sono presenti i brani Tu si importante e Dopp' 'e te, originariamente incisi dal cantante napoletano Mario Trevi nell'album Tu si importante, del 1998, e successivamente interpretati da Franco Miraggio.

## Tracce
1. Intro
2. Si nun tenesse a tte
3. C'è lui
4. Io tengo a tte
5. N'attimo
6. Sentimenti
7. Tu si importante  (D'Agostino-Costa)
8. Dopp'e te (D'Agostino-Costa)
9. 'Nu buono guaglione